# Yura (artista)
Kim Ah-young (em coreano: 김아영; 6 de novembro de 1992), mais conhecida por seu nome artístico Yura (em coreano: 유라), é uma cantora sul-coreana, rapper, e atriz. É membro do girl group Girl's Day, que atua pela Dream Tea Entertainment.

## Biografia
Kim Ah-Young nasceu em 6 de novembro de 1992, em Ulsan, na Coreia do Sul. Com dom para artes, ela estudou dança na Ulsan Art High School. Atualmente está na Dongduk Women's University junto com Minah.

## Carreira
Em 2010, Yura se tornou membro do grupo Girl's Day, onde ela e Lee Hyeri substituíram duas membros, Jiin e Jisun, que deixaram o grupo depois de dois meses. Em 2012, Yura estreou como atriz em um drama chinês na Sohu TV's Secret Angel, onde fez o papel de Yubin. Ela também contribuiu em uma música com Jevice, da mesma gravadora, com o single "I Want to Love Now". Yura teve uma participação especial no drama da SBS To the Beautiful You. Em 2014, Yura estrelou ao lado de C.A.P do Teen Top no clipe "Night and Day", de Wheesung. Yura se tornou um dos casais oficiais de We Got Married, junto com o modelo e ator Hong Jong-Hyun. Em 2015, Yura foi apresentadora do programa de audição Coreano-Chinês Super Idol.

## Discografia
| Ano  | Título                              | Álbum             |
| ---- | ----------------------------------- | ----------------- |
| 2010 | "I Want to Love Now" (feat. Jevice) | Non-album release |

## Filmografia

### Dramas
| Ano  | Título                                         | Papel         | Rede de TV | Nota                          |
| ---- | ---------------------------------------------- | ------------- | ---------- | ----------------------------- |
| 2010 | I Trusted Him                                  |               | MBC        | Participação Especial         |
| 2012 | The Secret Angel                               | Yubin         | Sohu       | Elenco de Apoio               |
| 2012 | To the Beautiful You                           | Lee Eun Young | SBS        | Elenco de Apoio               |
| 2013 | Reckless Family 3                              | Park Yoo Ra   | MBC Every1 | Elenco Principal              |
| 2013 | Family                                         | Cameo         | KBS2       | Participações Especiais       |
| 2013 | The Clinic for Married Couples: Love and War 2 | Yoo Jung      | KBS2       | Elenco Principal              |
| 2013 | The Dramatic                                   | YuRa          | MBC Every1 | Elenco Principal (Episódio 2) |
| 2014 | Be Arrogant                                    | Hong Hara     | SBS Plus   | Elenco Principal              |
| 2018 | Radio Romance                                  | Jin Tae-ri    | KBS2       | Elenco Principal              |

### TV show
| Ano       | Title                             | TV network          | Notes                                                  |
| --------- | --------------------------------- | ------------------- | ------------------------------------------------------ |
| 2010      | We Are Dating                     | MBC1                | Elenco Principal                                       |
| 2012      | Family                            | KBS                 | Participação Especial                                  |
| 2013      | Running Man                       | SBS                 | Convidada com Minah (Ep 162, Ep 166)                   |
| 2014      | Infinity Challenge                | MBC                 | Convidada para o Ano Novo Lunar Especial               |
| 2014      | Fashion Killa                     | OnStyle             | Convidada                                              |
| 2014      | Quiz To Change The World          | MBC                 | Convidada com Sojin                                    |
| 2014      | Eco Village                       | SBS                 | Convidada (Episódios 13-14)                            |
| 2014-2015 | Idol Star Athletics Championships | MBC                 | Elenco                                                 |
| 2014-2015 | We Got Married                    | MBC                 | Elenco principal com Hong Jong-Hyun (Episódios 91-131) |
| 2015      | K-pop Star 4                      | SBS                 | Apresentadora com Jun Hyun-moo (Episódios 17-21)       |
| 2015      | Off To School                     | JTBC                | Elenco                                                 |
| 2015      | I Live Alone                      | MBC                 | Convidada no episódio 102                              |
| 2015      | Escape Crisis No. 1               | KBS2                | Convidada (Episódios 422, 441, 485)                    |
| 2015      | Hello Counselor                   | KBS2                | Convidada com Sojin                                    |
| 2015      | Let's Go! Dream Team Season 2     | KBS2                | Convidada                                              |
| 2015      | Running Man                       | KBS2                | Convidada                                              |
| 2015      | Super Idol!                       | MBC Music & TV Zone | Apresentadora                                          |
| 2016      | My Little Television              | MBC                 | Convidada                                              |
| 2016      | Tasty Road                        | Mnet                | Apresentadora                                          |

### Aparição em Video-Clipe
| Ano  | Título              | Artista         | Papel        |
| ---- | ------------------- | --------------- | ------------ |
| 2014 | "Night and Day" MV  | Wheesung        | Protagonista |
| 2015 | "On A Rainy Day" MV | Party Street    | Protagonista |
| 2015 | "I Am Korea" MV     | Vários Artistas | Ela mesma    |

## Prêmios e Indicações
| Ano  | Prêmio                         | Categoria           | Trabalho       | Resulto |
| ---- | ------------------------------ | ------------------- | -------------- | ------- |
| 2014 | MBC Entertainment Awards       | Rookie Female Award | We Got Married | Venceu  |
| 2015 | 2015 Cable TV Broadcast Awards | Popularity Award    | Dodohara       | Venceu  |

## Ligações Externas
- Yura no X
- Yura no Instagram